# Psammoclema commune
Psammoclema commune är en svampdjursart som först beskrevs av Carter 1876.  Psammoclema commune ingår i släktet Psammoclema och familjen Chondropsidae. Inga underarter finns listade i Catalogue of Life.